# Tetranchyroderma paralittorale
Tetranchyroderma paralittorale is een buikharige uit de familie Thaumastodermatidae. Het dier komt uit het geslacht Tetranchyroderma. Tetranchyroderma paralittorale werd in 1991 voor het eerst wetenschappelijk beschreven door Rao. 